# Konkurs Eurowizji dla Młodych Muzyków 1982
Konkurs Eurowizji dla Młodych Muzyków 1982 odbył się 11 maja 1982 roku w Hali Wolnego Handlu w Wielkiej Brytanii.  

## Wyniki
| Numer | Państwo         | Reprezentant    | Instrument | Utwór                                          | Miejsce |
| ----- | --------------- | --------------- | ---------- | ---------------------------------------------- | ------- |
| 01    | Wielka Brytania | Anna Markland   | Fortepian  | II koncert fortepianowy Siergieja Rachmaninowa | ---     |
| 02    | Francja         | Paul Mayer      | Klarnet    | II Koncert klarnetowy Carla Marii von Webera   | 2       |
| 03    | Norwegia        | Atle Sponberg   | Skrzypce   | I Koncert skrzypcowy Niccolò Paganiniego       | ---     |
| 04    | Szwajcaria      | Bertrand Roulet | Fortepian  | II koncert fortepianowy Dmitrija Szostakowicza | 3       |
| 05    | Austria         | Leonhard Kubize | Klarnet    | Koncert klarnetowy Wolfganga Amadeusa Mozarta  | ---     |
| 06    | Niemcy          | Marcus Pawlik   | Fortepian  | Koncert fortepianowy Felixa Mendelssohna       | 1       |